# 小行星2598
小行星2598（2598 Merlin）是一颗围绕太阳公转的小行星。1980年9月7日，愛德華·鮑威爾在可可尼诺县发现了此天体。
該小行星以亞瑟王傳說的魔法師梅林命名。
这颗小行星的绝对星等为217.58712等。